# Orthotrichum spjutii
Orthotrichum spjutii är en bladmossart som beskrevs av J.C. Norris och Dale Hadley Vitt 1993. Orthotrichum spjutii ingår i släktet hättemossor, och familjen Orthotrichaceae. Inga underarter finns listade i Catalogue of Life.